# Lepa (Samoa)
 Lepa  est une ville du district d'Atua, au Samoa.